# Mika Karttunen
Mika Karttunen (ur. 30 maja 1981) – fiński szachista, mistrz międzynarodowy od 2001 roku.

## Kariera szachowa
W latach 1995–2001 kilkukrotnie reprezentował Finlandię na mistrzostwach świata i Europy juniorów w różnych kategoriach wiekowych. Od 2000 r. należy do ścisłej czołówki fińskich szachistów. Wielokrotnie startował w finałach indywidualnych mistrzostw Finlandii, zdobywając 9 medali, w tym 5 złotych (2002, 2006, 2007, 2009, 2010), 2 srebrne (2000, 2011) oraz 2 brązowe (2001, 2008). Wielokrotnie startował w reprezentacji kraju, w tym sześciokrotnie na szachowych olimpiadach (w latach 2000–2010) oraz pięciokrotnie na drużynowych mistrzostwach Europy (w latach 2003–2011). Wielokrotnie uczestniczył w rozgrywkach o Klubowy Puchar Europy, w 2005 r. zdobywając w Saint-Vincent srebrny medal za indywidualny wynik na II szachownicy.
Odniósł kilka sukcesów w turniejach międzynarodowych, m.in. w Budapeszcie (2000, turniej First Saturday FS04 IM-B, III m.) oraz Helsinkach (2002, dz. I m. wspólnie z Ollim Salmensuu).
Najwyższy ranking w dotychczasowej karierze osiągnął 1 stycznia 2001 r., z wynikiem 2468 punktów zajmował wówczas 1. miejsce wśród fińskich szachistów.